# Comté de Ventura
Pour les articles homonymes, voir Ventura.
Le comté de Ventura (en anglais : Ventura County) est un comté américain faisant partie de la région du Grand Los Angeles, dans le Sud de l'État de Californie. Au recensement des États-Unis de 2020, sa population s'élève à 843 843 habitants. Le siège de comté est Ventura.

Le parc de Lang Ranch Open Space dans le comté de Ventura. Mai 2019.

## Histoire
La région a été habitée pendant des dizaines de milliers d'années[réf. nécessaire] par les Amérindiens Chumash. C'est en 1782 que les Espagnols colonisent la zone en y fondant la Mission San Buenaventura, nommée d'après Bonaventure de Bagnorea. Une ville apparaît par la suite autour de la mission et en prend le nom ; on la connaît désormais sous le diminutif de Ventura.
Le comté de Ventura a été créé en 1872 à partir de la partie sud du comté de Santa Barbara.

## Démographie
| 1880  | 1890   | 1900   | 1910   | 1920   | 1930   |
| ----- | ------ | ------ | ------ | ------ | ------ |
| 5 073 | 10 071 | 14 367 | 18 347 | 28 724 | 54 976 |

| 1940   | 1950    | 1960    | 1970    | 1980    | 1990    |
| ------ | ------- | ------- | ------- | ------- | ------- |
| 69 685 | 114 647 | 199 138 | 376 430 | 529 174 | 669 016 |

| 2000    | 2010    | 2020    | - | - | - |
| ------- | ------- | ------- | - | - | - |
| 753 197 | 823 318 | 843 843 | - | - | - |

## Principales villes
- Oxnard
- Ventura
- Thousand Oaks